# Мизиано, Франческо
Франче́ско Мизиа́но (итал. Francesco Misiano; 26 июня 1884, Ардоре, Калабрия — 16 августа 1936, Москва) — итальянский коммунистический и профсоюзный деятель. Член палаты депутатов с 1919 по 1921 год.

## Биография
В 1907 году Мизиано вступил в Итальянскую социалистическую партию. С 1908 по 1914 год был секретарём социалистической федерации и профсоюза железнодорожников в Неаполе.
В 1916 году был призван в армию на фронт Первой мировой войны, однако он отказался участвовать в «империалистической» войне, после чего эмигрировал в Швейцарию. Там он стал редактором газеты итальянских социалистов «Будущее рабочего» (итал. L'Avvenire del Lavoratore).
В 1918 году временно находился в Советской России, где он вёл пропаганду среди итальянских частей интервенционистского корпуса на Мурманском фронте Гражданской войны. Получил гражданство РСФСР.
Мизиано принял активное участие в восстании спартакистов; отряд интернационалистов (в том числе Сергей Александровский) под его руководством оборонял редакцию газеты «Форвёртс». Был приговорён германскими властями к 10 годам тюрьмы после подавления восстания. В результате парламентских выборов в Италии, прошедших в ноябре 1919 года, Мизиано избран в нижнюю палату парламента и после массовых протестов левых немцев и итальянцев он был освобождён и отправлен на родину.
Вернувшись, участвовал в создании Итальянской коммунистической партии, в дальнейшем стал членом её ЦК. В 1921 году Франческо Мизиано вновь избран в парламент. В этом же году Франческо Мизиано, подвергшийся давлению, был лишён депутатского мандата и приговорён к 10 годам тюрьмы. По решению ЦК коммунистической партии эмигрировал с женой Марией, дочерьми Орнеллой и Каролиной.
Сначала пребывал в Германии, потом уехал жить в СССР. Участник 3-го конгресса Коминтерна. В 1924 году вступил в РКП(б). Мизиано был членом ИК Профинтерна, затем членом ИК «Межрабпом-Русь» и представителем этой организации в СССР. Активно поддерживал левых и антифашистов за границей.
Умер 16 августа 1936 года в Москве. В 1976 году прах Ф. Мизиано и М. Конти перезахоронен в Риме.

## Семья
Франческо Мизиано женился в 1911 году на Марии Конти, учительнице начальной школы. Церемония состоялась в Италии, незадолго до того, как его активная политическая и профсоюзная деятельность вынудила его покинуть страну. В их семье родились трое детей: Каролина (1913—1994) — советский историк, специалист по истории Нового и новейшего времени Италии, преподаватель Московского Государственного Университета; Орнелла (1915—1998), менее известна, но упоминается в исторической памяти антифашистской и коммунистической среды; и Гуальтьеро (в семье его называли Вальтер; 1920—1980), ставший впоследствии известным советским певцом, исполнителем популярной песни «Два сольди». Вальтер долгое время жил в Неаполе и эмегрировал в СССР только в 1940 году. Семейная традиция культурной и научной деятельности продолжилась и в последующих поколениях: внуки Александр Викторович (Сандро), сын Орнеллы, ставший инженером, и Виктор, родившийся в 1957 году в Москве, теоретик искусства и куратор; правнук Андрей, родившийся в 1987 году, антрополог и куратор.